# Priorij van Onze-Lieve-Vrouw van Bethanië

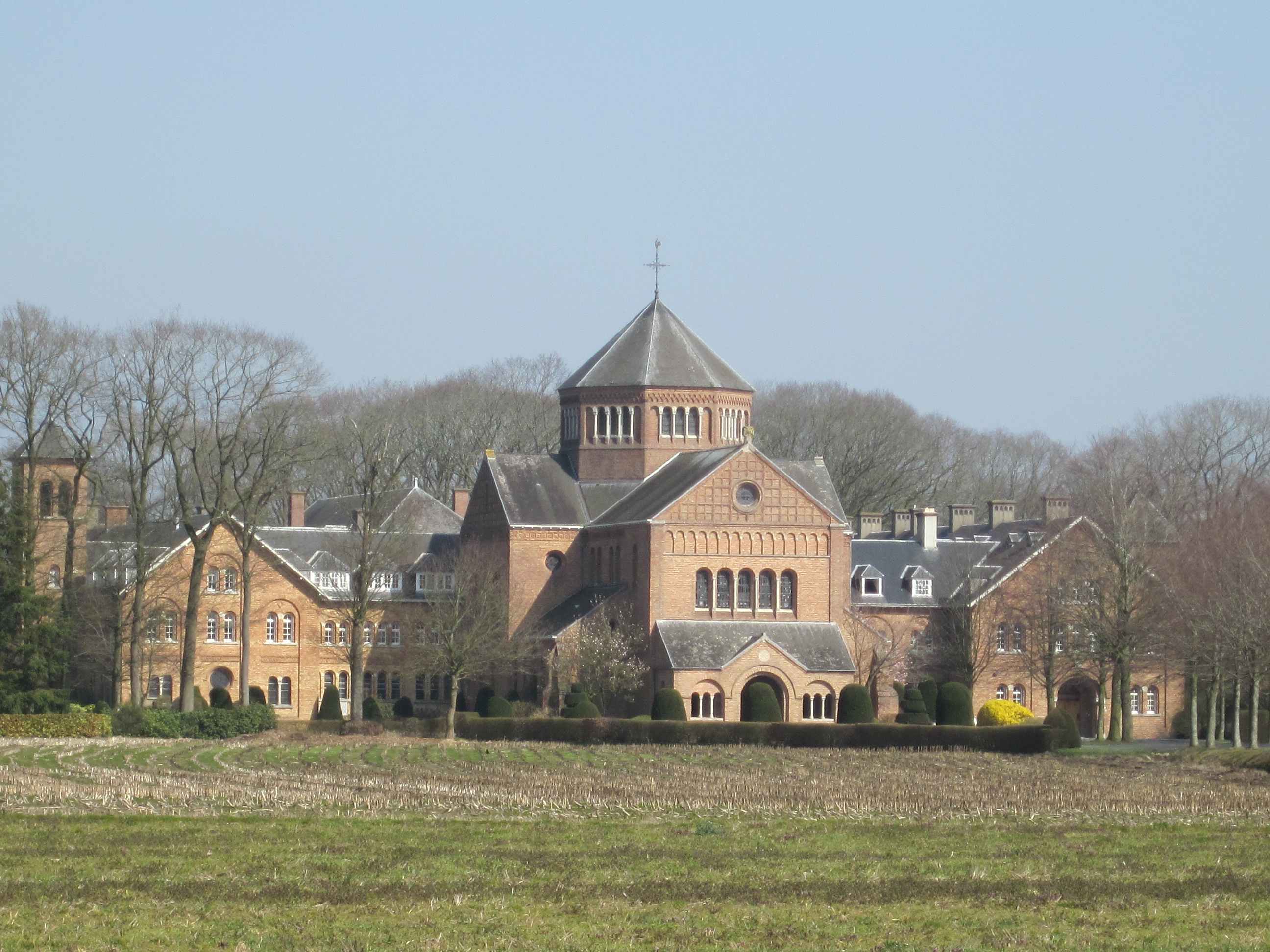
Priorij Onze-Lieve-Vrouw van Bethanië

De Priorij van Onze-Lieve-Vrouw van Bethanië is een Benedictinessen-priorij in de tot de West-Vlaamse gemeente Zedelgem behorende plaats Loppem, gelegen aan Sysen 8.

## Geschiedenis
Deze priorij kan worden gezien als vrouwelijke tegenhanger van de nabijgelegen Abdij van Zevenkerken, waartoe abt Theodore Nève de aanzet gaf. Toen de abdij in 1918 als militair hospitaal in gebruik was zag hij daar verpleegsters werkzaam, welke hem op dit denkbeeld brachten.
Tussen 1921 en 1925 vestigden zich de eerste zusters, na een cursus in Angers te hebben gevolgd, in het Kasteel Lisbona. Zij beoefenden het missioneringswerk in Belgisch Congo en stichtten daar ook kloosters. Het klooster te Loppem werd tussen 1924 en 1957 in fasen gebouwd naar ontwerp van Jozef Viérin. In 1924 kwam het gastenverblijf tot stand en daarna volgden de internaatvleugel (1929), de kerk (1935-1936), de refter (1948) en een vleugel met kapel en bibliotheek (1957).
Tijdens de Tweede Wereldoorlog werden de monniken van de Abdij van Zevenkerken in het gastenverblijf ondergebracht en in 1969 kwam hier het meisjesinternaat van de Abdij.

## Gebouw
Het complex is gebouwd in baksteen en werd uitgevoerd in neoromaanse stijl. Het toont een grote mate van eenheid en een strak symmetrische plattegrond.. Kern zijn de in een vierkant om een centrale tuin gegroepeerde vleugels. Het vierkant wordt doorsneden door een as waarop de kerk en de refter te vinden zijn (voeding van geest en lichaam symboliserend). De kerk omvat een brede achthoekige vieringtoren onder achthoekig kegeldak. Bij het ontwerp zijn de principes van de gulden snede toegepast.